# Neisse
El riu Neisse, Neiße o Neisse de Lusàcia (en sòrab: Łužiska Nysa; en txec: Lužická Nisa; en alemany: Lausitzer Neiße; en polonès: Nysa Łużycka) és un riu d'Europa, afluent pel marge esquerre del riu Oder que discorre a través de la República Txeca (54 km) i forma després la frontera entre Polònia i Alemanya (198 km). Té una llargada total de 252 km i drena una conca de 4.297 km² (incloent 2.197 km² a Polònia).
El Neisse de Lusàcia és el més llarg i el més notable de tres rius que tenen el nom de 'Neisse en alemany i Nysa en polonès. Els altres dos rius són el Nysa Kłodzka (Glatzer Neisse) i Nysa Szalona (Wütende Neiße o Jauersche Neiße.
Neix a les muntanyes Jizera a 774 m d'altitud, prop de Nová Ves nad Nisou i dessemboca al riu Oder a prop de Guben.
L'acord de Potsdam de 1945 després de la Segona Guerra Mundial, establí que aquest riu passaria a formar part de la frontera occidental de Polònia amb Alemanya (la línia Oder-Neisse).
Algunes poblacions per on passa:
- Jablonec nad Nisou, República Txeca
- Vratislavice, República Txeca
- Liberec, República Txeca
- Zittau, Alemanya
- Bogatynia, Polònia
- Görlitz, Alemanya; Zgorzelec, Polònia
- Pieńsk, Polònia
- Bad Muskau, Alemanya; Łęknica, Polònia
- Forst, Alemanya
- Guben, Alemanya; Gubin, Polònia

## Galeria

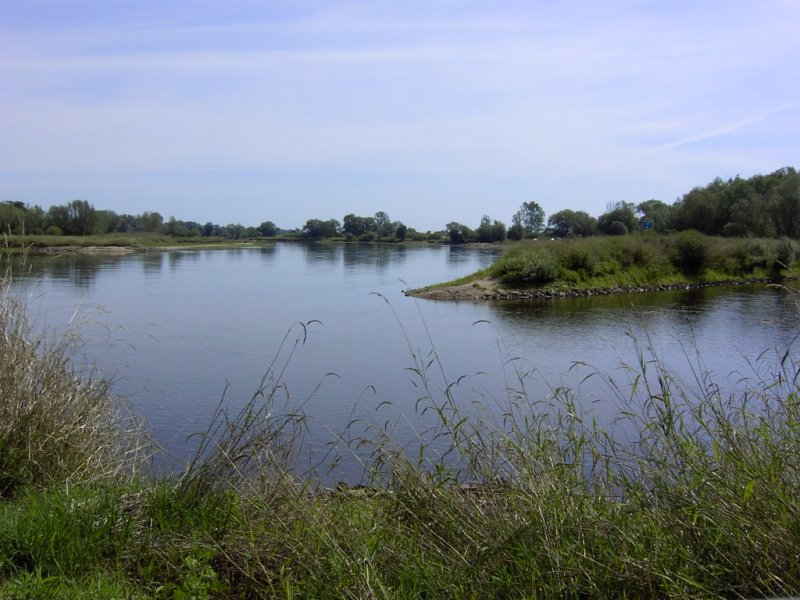
Desembocadura del neisse al riu Oder.
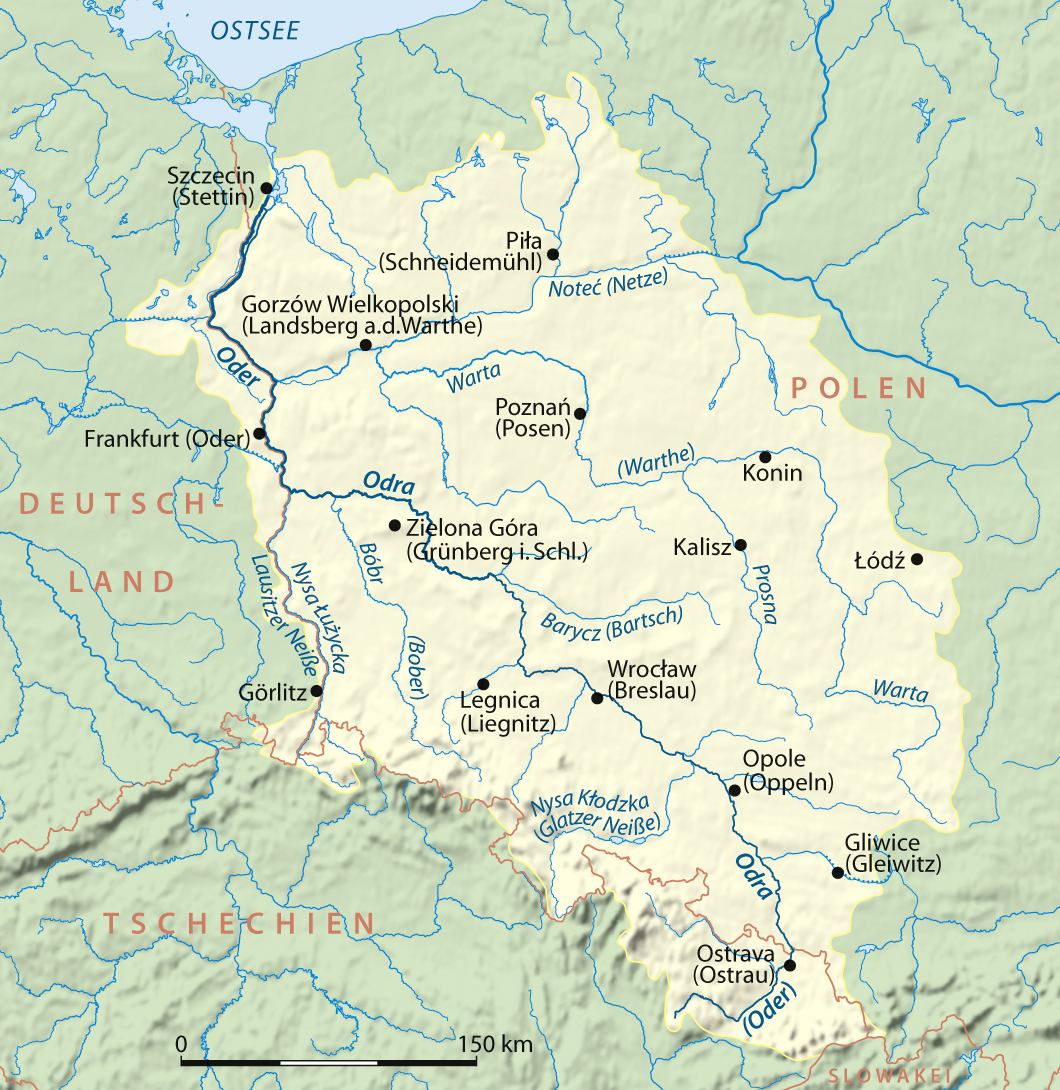
Mapa de localització del riu Neisse a la conca de l'Oder.
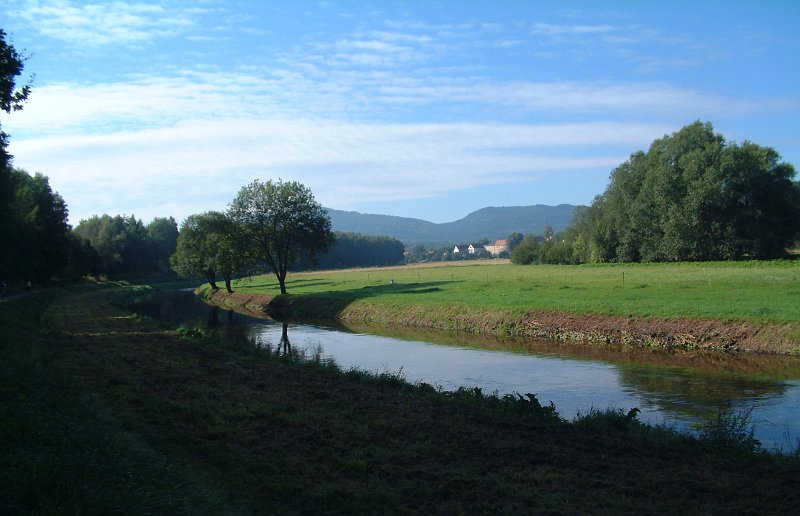
El Neisse prop de la frontera entre la República Txeca i Alemanya.